# 小公洞
小公洞（：／ Sogong dong */?）是位于韩国首尔中区的一个行政洞，位于中区西部。

## 概況
小公洞的名稱來源於朝鮮太宗的女兒慶貞公主所居住的宮殿位於此處。本洞東面與明洞、南面與會賢洞、西南面與中林洞相接。

## 歷史
壬午軍亂之後，一度有3000名清朝士兵駐扎於此。朝鮮日治時期，日本人在此區域大量建造百貨公司及威斯汀朝鮮酒店等建築。

## 下辖法定洞
- 小公洞
- 贞洞
- 北仓洞
- 西小门洞
- 巡和洞
- 蓬莱洞1街
- 義州路1街
- 南大門路2街
- 南大門路3街
- 南大門路4街
- 太平路2街
- 忠正路1街

## 交通
- 西大門站
- 市廳站

## 建築
- 湖岩美術館
- 貞洞劇場
- 首爾市立美術館
- 德壽宮美術館

## 景點
- 圜丘坛
- 德壽宮
- 崇礼门
- 重明殿
- 貞洞第一教會
- 培材學堂
- 姜希孟府舊址
- 大韓民國臨時政府首爾聯絡處
- 美國公使館舊址
- 首爾聖公會座堂